# Маруся Богуславка (мультфільм)
Маруся Богуславка — анімаційний фільм 1966 року Творчого об'єднання художньої мультиплікації студії Київнаукфільм, режисер — Ніна Василенко. Мультфільм озвучено українською мовою. Думи виконує А. Архипов.

## Сюжет
Мультфільм за мотивами народного епосу про Марусю Богуславку, про українську історію, про далекі часи, про нескінченні набіги татар на українську землю.
В один такий набіг багато народу було вбито, а ще більше забрали в полон. Була серед невільників Маруся Богуславка. Султан звернув на неї увагу і захотів узяти її до себе в гарем. Довго вона пручалася, та все ж погодилася, виношуючи одну думку, як би допомогти своїм землякам. І от одного разу, коли султан випив вина і міцно заснув, вона зняла його герб і допомогла втекти невільникам. За що сама поплатилася своїм молодим життям.

Кадр із мультфільму "Маруся Богуславка"

## Над мультфільмом працювали
- Автор сценарію і режисер-постановник: Ніна Василенко
- Художник-постановник: Юрій Скирда
- Оператор: Григорій Островський
- Композитор: Лев Колодуб
- Художники-мультиплікатори: Віталій Бобров, Анатолій Солін, Ніна Чурилова
- Думи виконує: А. Архипов
- Звукооператор: Ірина Чефранова
- Консультант: В. Сидоренко
- Асистенти: М. Лумельська, А. Назаренко, С. Тесленко, Олена Деряжна, О. Малова
- Редактор: Світлана Куценко

## Дивись також
- Фільмографія ТО художньої мультиплікації студії "Київнаукфільм"